# Élections régionales de 2021 en Bretagne
Pour un article plus général, voir Élections régionales françaises de 2021.
Les élections régionales de 2021 en Bretagne ont lieu les 20 et 27 juin afin de renouveler les membres du conseil régional de la région française de Bretagne.

## Contexte régional

### Élections régionales de 2015
|                          |                          |                          |              |              |             |               |        |               |  |  |  |  |  |  |
| Tête de liste            | Tête de liste            | Liste                    | Premier tour | Premier tour | Second tour | Second tour   | Sièges | +/-           |  |  |  |  |  |  |
| Tête de liste            | Tête de liste            | Liste                    | Voix         | %            | Voix        | %             | Sièges | +/-           |  |  |  |  |  |  |
|                          | Jean-Yves Le Drian       | PS - PRG                 | 419 846      | 34,92        | 670 754     | 51,41         | 53     | 1             |  |  |  |  |  |  |
|                          | Marc Le Fur              | LR - MoDem - PCD         | 282 005      | 23,46        | 387 836     | 29,72         | 18     | 2             |  |  |  |  |  |  |
|                          | Gilles Pennelle          | FN                       | 218 475      | 18,17        | 246 177     | 18,87         | 12     | 12            |  |  |  |  |  |  |
|                          | Christian Troadec        | MBP - UDB                | 80 727       | 6,71         |             |               | 0      | en stagnation |  |  |  |  |  |  |
|                          | René Louail              | EELV - BE                | 80 516       | 6,70         | 0           | 11            |        |               |  |  |  |  |  |  |
|                          | Xavier Compain           | PG                       | 44 938       | 3,74         | 0           | en stagnation |        |               |  |  |  |  |  |  |
|                          | Jean-Jacques Foucher     | DLF                      | 34 916       | 2,90         | 0           | en stagnation |        |               |  |  |  |  |  |  |
|                          | Valérie Hamon            | LO                       | 16 445       | 1,37         | 0           | en stagnation |        |               |  |  |  |  |  |  |
|                          | Jean-François Gourvenec  | UPR                      | 10 412       | 0,87         | 0           | en stagnation |        |               |  |  |  |  |  |  |
|                          | Gael Roblin              | Breizhistance            | 7 465        | 0,62         | 0           | en stagnation |        |               |  |  |  |  |  |  |
|                          | Bertrand Déléon          | PB                       | 6 521        | 0,54         | 0           | en stagnation |        |               |  |  |  |  |  |  |
|                          |                          |                          |              |              |             |               |        |               |  |  |  |  |  |  |
| Suffrages exprimés       | Suffrages exprimés       | Suffrages exprimés       | 1 202 266    | 96,24        | 1 304 767   | 94,73         |        |               |  |  |  |  |  |  |
| Votes blancs             | Votes blancs             | Votes blancs             | 27 820       | 2,23         | 43 227      | 3,15          |        |               |  |  |  |  |  |  |
| Votes nuls               | Votes nuls               | Votes nuls               | 19 155       | 1,53         | 29 452      | 2,12          |        |               |  |  |  |  |  |  |
| Total                    | Total                    | Total                    | 1 249 241    | 100          | 1 377 446   | 100           | 83     | en stagnation |  |  |  |  |  |  |
| Abstentions              | Abstentions              | Abstentions              | 1 172 622    | 48,42        | 1 044 240   | 43,12         |        |               |  |  |  |  |  |  |
| Inscrits / Participation | Inscrits / Participation | Inscrits / Participation | 2 421 863    | 51,58        | 2 421 686   | 56,88         |        |               |  |  |  |  |  |  |

### Conseil régional sortant
|                                      |       |       |      |                                                                 |
| Président du conseil régional        |       |       |      |                                                                 |
| Loïg Chesnais-Girard (PS)            |       |       |      |                                                                 |
| Parti                                | Sigle | Sigle | Élus | Groupe                                                          |
| Majorité (53 sièges)                 |       |       |      |                                                                 |
| Parti socialiste                     |       | PS    | 25   | Alliance progressiste des socialistes et démocrates de Bretagne |
| Divers gauche                        |       | DVG   | 7    | Alliance progressiste des socialistes et démocrates de Bretagne |
| Divers écologiste                    |       | DVE   | 1    | Alliance progressiste des socialistes et démocrates de Bretagne |
| Territoires de progrès               |       | TdP   | 1    | Alliance progressiste des socialistes et démocrates de Bretagne |
| La République en marche              |       | LREM  | 9    | La Bretagne en marche et apparentés – Bremañ                    |
| Parti communiste français            |       | PCF   | 2    | Communistes et progressistes                                    |
| Divers gauche                        |       | DVG   | 2    | Communistes et progressistes                                    |
| Mouvement radical                    |       | MR    | 2    | Radical, social et européen                                     |
| Divers gauche                        |       | DVG   | 1    | Radical, social et européen                                     |
| Régionalistes                        |       | REG   | 2    | Régionalistes                                                   |
| Union démocratique bretonne          |       | UDB   | 1    | Régionalistes                                                   |
| Opposition (30 sièges)               |       |       |      |                                                                 |
| Les Républicains                     |       | LR    | 10   | Droite, centre et régionalistes                                 |
| Divers droite                        |       | DVD   | 2    | Droite, centre et régionalistes                                 |
| Union des démocrates et indépendants |       | UDI   | 1    | Droite, centre et régionalistes                                 |
| Mouvement démocrate                  |       | MoDem | 1    | Droite, centre et régionalistes                                 |
| Union des démocrates et indépendants |       | UDI   | 2    | Bretagne Unie, centristes, démocrates & régionalistes           |
| Mouvement démocrate                  |       | MoDem | 1    | Bretagne Unie, centristes, démocrates & régionalistes           |
| Divers droite                        |       | DVD   | 1    | Bretagne Unie, centristes, démocrates & régionalistes           |
| Rassemblement national               |       | RN    | 10   | Rassemblement national                                          |
| Les Patriotes                        |       | LP    | 1    | Non-inscrits                                                    |
| Sans étiquette                       |       | SE    | 1    | Non-inscrits                                                    |

## Système électoral

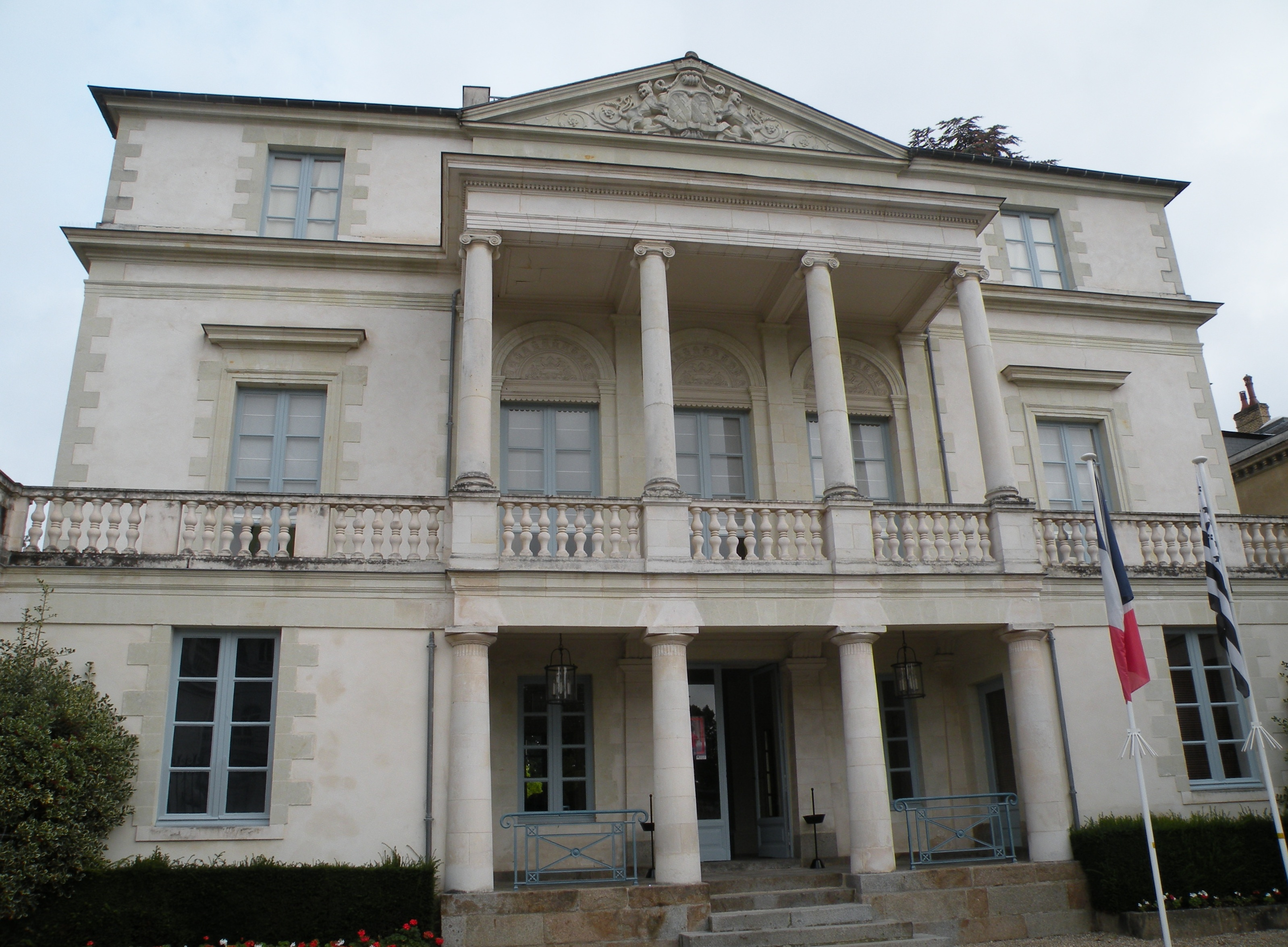
L’hôtel de région à Rennes.

Le conseil régional de Bretagne est doté de 83 sièges pourvus pour six ans selon un système mixte à finalité majoritaire. Il est fait recours au scrutin proportionnel plurinominal mais celui ci est combiné à une prime majoritaire de 25 % des sièges attribuée à la liste arrivée en tête, si besoin en deux tours de scrutin. Les électeurs votent pour une liste fermée de candidats, sans panachage ni vote préférentiel. Les listes doivent respecter la parité en comportant alternativement un candidat homme et une candidate femme.
Au premier tour, la liste ayant obtenu la majorité absolue des suffrages exprimés remporte la prime majoritaire, et les sièges restants sont répartis à la proportionnelle selon la règle de la plus forte moyenne entre toutes les listes ayant franchi le seuil électoral de 5 % des suffrages exprimés, y compris la liste arrivée en tête.
Si aucune liste n'a recueilli la majorité absolue, un second tour est organisé entre toutes les listes ayant obtenu au moins 10 % des suffrages exprimés au premier tour. Les listes ayant obtenu au moins 5 % peuvent néanmoins fusionner avec les listes pouvant se maintenir. La répartition des sièges se fait selon les mêmes règles qu'au premier tour, la seule différence étant que la prime majoritaire est attribuée à la liste arrivée en tête, qu'elle ait obtenu ou non la majorité absolue.
Une fois les nombres de sièges attribués à chaque liste au niveau régional, ceux-ci sont répartis entre les sections départementales, au prorata des voix obtenues par la liste dans chaque département.

## Campagne

### Lutte ouvrière
Lutte ouvrière fait savoir le 19 mars 2021 qu'elle présentera une liste menée par Valérie Hamon, une cheminote d'Ille-et-Vilaine déjà tête de liste du parti lors des élections de 2010 et 2015.

### La France insoumise
En janvier 2021, La France insoumise (LFI) désigne Pierre-Yves Cadalen et Marie-Madeleine Doré-Lucas (conseillère municipale d'opposition à Pontivy)  comme binôme pour mener la liste du mouvement. Des discussions ont été engagées avec l'UDB et EELV, sans succès.

### Parti socialiste et alliés
En octobre 2020, Loïg Chesnais-Girard, président sortant du conseil régional de Bretagne, est désigné par le Parti socialiste comme candidat à sa réélection. Peu après, le Parti radical de gauche annonce le soutenir pour l'élection à venir.
En mars 2021, les adhérents de Bretagne du Parti communiste français ont voté à 75 % en faveur « d’un rassemblement sur une liste commune avec le PS et d’autres organisations de gauche, menée par Loïg Chesnais-Girard ». 11 % ont voté en faveur d'une liste PCF autonome et 10 % seulement en faveur d'une alliance avec la France Insoumise.
Fin avril 2021, Cap écologie annonce son soutien à la liste de Loïg Chesnais-Girard, suivi par le Mouvement radical le 28 avril et Allons Enfants le 3 mai.

### Europe Écologie Les Verts et alliés
Fin décembre 2020, la liste « Bretagne d'Avenir », alliance entre Europe Écologie Les Verts (EELV), l'Union démocratique bretonne (UDB) et Ensemble sur nos territoires (ESNT), indique avoir désigné sa tête de liste régionale : Claire Desmares-Poirrier (EELV). La liste comprend également les partis Nouvelle Donne, Génération écologie et Bretagne Écologie.
Le 30 avril 2021, Génération.s et Les Radicaux de gauche annoncent rejoindre la liste menée par Claire Desmares-Poirrier.

### Bretagne ma vie (divers écologiste)
Le 22 janvier 2021, le maire honoraire de Langouet, Daniel Cueff a annoncé la création de sa liste en dehors des partis « Bretagne Ma Vie » dans un entretien au Télégramme puis lors d'un événement de déclaration de candidature à Roscoff.
Hors partis, il lance une campagne de dons pour financer sa campagne. Au 17 mai 2021, Le Télégramme annonce qu'il a récolté 50 000 € de dons dont une multitude de petits dons de 30 à 40 €,.
Sa liste est rejointe par des personnalités telles que la navigatrice Anne Quéméré, le cuisinier Olivier Roellinger ou encore l'actrice Lucie Lucas.

### Parti breton
Le 8 février 2021, le Parti Breton annonce avoir choisi Joannic Martin pour être son chef de file aux élections régionales. Porte-parole de ce parti dans lequel il s’est engagé en 2014, il a déjà participé aux élections législatives en 2017 ainsi qu’aux élections municipales de Saint-Brieuc en 2020. Les possibilités d'alliances sont étudiées par le parti. Le 5 mars 2021, Joannic Martin annonce la création de la liste Bretagne responsable.

### La République en marche et alliés
À la suite d'une scission de neuf membres du Parti socialiste ayant constitué un groupe La Bretagne en marche et apparentés - Bremañ au conseil régional, le président (PS) du conseil régional a maintenu une alliance avec ces nouveaux membres de La République en marche. Cependant, Loïg Chesnais-Girard ne souhaite pas constituer une alliance PS-LREM au premier tour des régionales de 2021. Le vice-président du conseil régional chargé de l’environnement et président de l’Office français de la biodiversité, Thierry Burlot, est pressenti en janvier 2021 pour mener une liste ayant le soutien de LREM. L'UDI et le Mouvement démocrate (MoDem) indiquent alors être intéressés par l'idée d'une grande coalition centriste incluant LREM. Thierry Burlot indique en février 2021 se donner un mois pour « créer le rassemblement ».
Le 8 février 2021, le député européen et conseiller régional Pierre Karleskind est désigné chef de file de LREM pour les élections régionales. Le parti indique que « sa mission consistera à élargir la participation à la démarche proposée par Thierry Burlot ».
Le 26 mars, Thierry Burlot lance sa campagne. Sa liste « Nous la Bretagne » est soutenue par La République en marche, l'UDI, Agir, le Mouvement démocrate, Bremañ et Territoires de progrès.
Le parti transnational pro-européen Volt Europa, qui déclarait début décembre 2020 être prêt à constituer une liste régionale sous le nom de « Volt Bretagne », annonce finalement en avril 2021 rejoindre Thierry Burlot.

### Les Républicains
Fin janvier 2021, la maire de Vitré, Isabelle Le Callennec (LR) confirme être la tête de liste des Républicains en Bretagne. Alors qu'en 2015, un accord avait eu lieu entre le parti et l'Union des démocrates et indépendants, la scission de deux membres de l'UDI au conseil régional en 2019 posait la question de la réitération d'un accord en 2021. Isabelle Le Callennec confirme que l'alliance avec l'UDI n'aura pas lieu, mais qu'il y aura une alliance avec d'autres centristes.

### Debout la France
Le 17 octobre 2020, Debout la France annonce présenter une liste autonome, menée par David Cabas, éducateur de vie scolaire.

### Rassemblement national
Fin janvier 2021, Gilles Pennelle, déjà tête de liste lors des élections de 2015, est de nouveau désigné comme tête de liste du Rassemblement national pour 2021.

### Volontaires pour la France
En mars 2021, Yves Chauvel, dirigeant d'une société d'audiovisuel, annonce la constitution d'une liste souverainiste affiliée au mouvement des Volontaires pour la France du général Antoine Martinez. D'après Yves Chauvel, présenté comme la tête de liste régionale, la liste La Bretagne en héritage défend une « autonomie politique la plus large possible de la Bretagne au service d’une France souveraine ».

### Union des démocrates musulmans français
L’Union des démocrates musulmans français (UDMF) se présente avec Kamel Elahiar comme tête de liste régionale.

## Candidats

### Têtes de liste départementales au premier tour
| Listes | Listes                                                  | Côtes-d'Armor           | Finistère                 | Ille-et-Vilaine                 | Morbihan                         |
| ------ | ------------------------------------------------------- | ----------------------- | ------------------------- | ------------------------------- | -------------------------------- |
|        | Faire entendre le camp des travailleurs                 | Martial Collet (LO)     | Rémy Collard (LO)         | Valérie Hamon (LO)              | Kélig Lagrée (LO)                |
|        | Bretagne insoumise                                      | Gilles Monsillon (LFI)  | Pierre-Yves Cadalen (LFI) | Hélène Mocquard (LFI)           | Marie-Madeleine Doré-Lucas (LFI) |
|        | Bretagne ma vie                                         | Arnaud Toudic (ÉCO)     | Anne Quéméré (ÉCO)        | Daniel Cueff (ÉCO)              | Benjamin Flohic (ÉCO)            |
|        | Bretagne d'avenir                                       | Valérie Tabart (ESNT)   | Ronan Pichon (EELV)       | Claire Desmares-Poirrier (EELV) | Gaël Briand (UDB)                |
|        | La Bretagne avec Loïg                                   | Fanny Chappé (PS)       | Michaël Quernez (PS)      | Loïg Chesnais-Girard (PS)       | Anne Gallo (DVG)                 |
|        | Bretagne responsable                                    | Joannic Martin (PB)     | Myriam Rolland (PB)       | Mathieu Guilhard (PB)           | Michel Le Ferran (PB)            |
|        | Tous unis contre l'islamophobie, agir pour ne pas subir | Sofia Ben Lahcen (UDMF) | Ismail Ben Lahcen (UDMF)  | Kamel Elahiar (UDMF)            | Mohamed Jandal (UDMF)            |
|        | Un nôtre monde                                          | Sylvie Marc (DIV)       | Sandrine Urvois (DIV)     | Yves Abily (DIV)                | Alexandre Vellutini (DIV)        |
|        | Nous la Bretagne                                        | Olivier Allain (LREM)   | Tristan Brehier (LREM)    | Marie-Pierre Vedrenne (MoDem)   | Anne Le Hénanff (LREM)           |
|        | Hissons haut la Bretagne                                | Marc Le Fur (LR)        | Stéphane Roudaut (DVD)    | Isabelle Le Callennec (LR)      | Patrick Le Diffon (LR)           |
|        | La Bretagne avec David Cabas                            | Caroline Delestre (DLF) | Régis Le Gall (DLF)       | Marie-Thérèse Lefeuvre (DLF)    | David Cabas (DLF)                |
|        | La Bretagne en héritage                                 | Jean-Pierre Dœuff (VPF) | Bruno Le Tual (EXD)       | Fabien Pedezert (EXD)           | Yves Chauvel (VPF)               |
|        | Une Bretagne forte                                      | Gérard de Mellon (RN)   | Renée Thomaïdis (RN)      | Gilles Pennelle (RN)            | Florent de Kersauson (EXD)       |

### Têtes de liste départementales au second tour
| Listes | Listes                   | Côtes-d'Armor         | Finistère              | Ille-et-Vilaine                 | Morbihan                   |
| ------ | ------------------------ | --------------------- | ---------------------- | ------------------------------- | -------------------------- |
|        | Bretagne d'avenir        | Valérie Tabart (ESNT) | Ronan Pichon (EELV)    | Claire Desmares-Poirrier (EELV) | Gaël Briand (UDB)          |
|        | La Bretagne avec Loïg    | Fanny Chappé (PS)     | Michaël Quernez (PS)   | Loïg Chesnais-Girard (PS)       | Anne Gallo (DVG)           |
|        | Nous la Bretagne         | Olivier Allain (LREM) | Tristan Brehier (LREM) | Marie-Pierre Vedrenne (MoDem)   | Anne Le Hénanff (LREM)     |
|        | Hissons haut la Bretagne | Marc Le Fur (LR)      | Stéphane Roudaut (DVD) | Isabelle Le Callennec (LR)      | Patrick Le Diffon (LR)     |
|        | Une Bretagne forte       | Gérard de Mellon (RN) | Renée Thomaïdis (RN)   | Gilles Pennelle (RN)            | Florent de Kersauson (EXD) |

## Sondages
En septembre 2020, LREM fait réaliser un sondage dans lequel le Rassemblement national serait en tête avec 20 % et où la majorité présidentielle se situerait juste après avec entre 17 et 20 %. Il fournit les résultats au Télégramme, qui écrit le 19 septembre que ce sondage est « sans doute l'un des secrets actuellement les mieux gardés de la Macronie ». Le Peuple breton dévoile cependant une image d'un graphique qui semble donner de tout autre résultat, avec LREM en tête et le RN à 14 %, et accuse le parti présidentiel d'avoir « abusé » le journal « pour faire pression sur les régionales en Bretagne ». La Commission des sondages appose quelques jours plus tard un bandeau sur l'article en ligne du Télégramme, qui est supprimé du site, et du Peuple Breton pour rappeler les règles en vigueur concernant la diffusion d'un sondage électoral.
En mars 2021, la liste de Daniel Cueff diffuse un autre sondage plaçant celle-ci largement en tête avec 24 % au premier tour alors que toutes les autres listes ne dépassent pas les 10 %. La Commission des sondages, qui estime que « cette enquête [est] construite en méconnaissance des exigences méthodologiques d’un sondage électoral et biaisée en faveur d’un seul candidat », oblige le commanditaire à publier une mise au point sur son site.

### Premier tour
| Sondeur | Date                | Panel | LO    | LFI     | ECO   | EÉLV-UDB          | PS-PCF          | UDMF    | PB     | LREM-UDI | LR           | DLF   | RN       | VPF     | DIV    |
| Sondeur | Date                | Panel | Hamon | Cadalen | Cueff | Desmares-Poirrier | Chesnais-Girard | Elahiar | Martin | Burlot   | Le Callennec | Cabas | Pennelle | Chauvel | Daviet |
| ------- | ------------------- | ----- | ----- | ------- | ----- | ----------------- | --------------- | ------- | ------ | -------- | ------------ | ----- | -------- | ------- | ------ |
| Sondeur | Date                | Panel |       |         |       |                   |                 |         |        |          |              |       |          |         |        |
| Ipsos   | 3 au 7 juin 2021    | 1 000 | 2     | 5       | 4     | 12                | 19              | 0,5     | 0,5    | 19       | 14           | 3     | 20       | 0,5     | 0,5    |
| Odoxa   | 21 au 25 avril 2021 | 1 020 | 3     | 6       | 9     | 11                | 14              | —       | 5      | 18       | 17           | 3     | 14       | —       | —      |

En gras sur fond coloré, la liste arrivée en tête ; en gras, les listes pouvant se qualifier pour le second tour.

### Second tour
| Sondeur | Date                | Panel | EÉLV-UDB             | PS-PCF                         | LREM-UDI                       | LR           | RN       |
| Sondeur | Date                | Panel | Desmares-Poirrier    | Chesnais-Girard                | Burlot                         | Le Callennec | Pennelle |
| ------- | ------------------- | ----- | -------------------- | ------------------------------ | ------------------------------ | ------------ | -------- |
| Sondeur | Date                | Panel |                      |                                |                                |              |          |
| Ipsos   | 3 au 7 juin 2021    | 1 000 | 39 (Chesnais-Girard) | 39 (Chesnais-Girard)           | 21                             | 16           | 24       |
| Ipsos   | 3 au 7 juin 2021    | 1 000 | 21                   | 29 (Chesnais-Girard)           | 29 (Chesnais-Girard)           | 24           | 26       |
| Ipsos   | 3 au 7 juin 2021    | 1 000 | 26                   | 26 (Burlot)                    | 26 (Burlot)                    | 22           | 26       |
| Odoxa   | 21 au 25 avril 2021 | 1 020 | 20                   | 20                             | 22                             | 22           | 16       |
| Odoxa   | 21 au 25 avril 2021 | 1 020 | 33 (Chesnais-Girard) | 33 (Chesnais-Girard)           | 25                             | 24           | 18       |
| Odoxa   | 21 au 25 avril 2021 | 1 020 | 23                   | 33 (Chesnais-Girard et Burlot) | 33 (Chesnais-Girard et Burlot) | 24           | 20       |

## Résultats
|                          |                          |                                     |              |              |             |               |        |               |  |  |  |  |  |  |
| Tête de liste            | Tête de liste            | Liste                               | Premier tour | Premier tour | Second tour | Second tour   | Sièges | +/-           |  |  |  |  |  |  |
| Tête de liste            | Tête de liste            | Liste                               | Voix         | %            | Voix        | %             | Sièges | +/-           |  |  |  |  |  |  |
|                          | Loïg Chesnais-Girard     | PS-PCF-PRG-MR-CE-PLB-AE             | 178 365      | 20,95        | 260 918     | 29,84         | 40     | 13            |  |  |  |  |  |  |
|                          | Daniel Cueff             | ÉCO                                 | 55 513       | 6,52         | 260 918     | 29,84         | 40     | 13            |  |  |  |  |  |  |
|                          | Isabelle Le Callennec    | LR-SL-LC-LMR-UDI diss.-BE-EAB       | 138 541      | 16,28        | 192 127     | 21,98         | 14     | 4             |  |  |  |  |  |  |
|                          | Claire Desmares-Poirrier | EELV-UDB-GE-ND-BE-G·s-LRDG-ESNT     | 126 323      | 14,84        | 176 767     | 20,22         | 12     | 12            |  |  |  |  |  |  |
|                          | Thierry Burlot           | LREM-TdP-MoDem-UDI-Agir-Volt France | 132 231      | 15,53        | 128 915     | 14,75         | 9      | 9             |  |  |  |  |  |  |
|                          | Gilles Pennelle          | RN-LDP-PL-LAF                       | 121 452      | 14,27        | 115 541     | 13,22         | 8      | 4             |  |  |  |  |  |  |
|                          | Pierre-Yves Cadalen      | LFI-PG-GRS                          | 47 444       | 5,57         |             |               | 0      | en stagnation |  |  |  |  |  |  |
|                          | Valérie Hamon            | LO                                  | 19 207       | 2,26         | 0           | en stagnation |        |               |  |  |  |  |  |  |
|                          | Joannic Martin           | PB                                  | 13 193       | 1,55         | 0           | en stagnation |        |               |  |  |  |  |  |  |
|                          | David Cabas              | DLF                                 | 11 918       | 1,40         | 0           | en stagnation |        |               |  |  |  |  |  |  |
|                          | Christophe Daviet        | DIV                                 | 4 198        | 0,49         | 0           | en stagnation |        |               |  |  |  |  |  |  |
|                          | Yves Chauvel             | VPF-RN diss.                        | 1 844        | 0,22         | 0           | en stagnation |        |               |  |  |  |  |  |  |
|                          | Kamel Elahiar            | UDMF                                | 1 030        | 0,12         | 0           | en stagnation |        |               |  |  |  |  |  |  |
|                          |                          |                                     |              |              |             |               |        |               |  |  |  |  |  |  |
| Suffrages exprimés       | Suffrages exprimés       | Suffrages exprimés                  | 851 259      | 95,39        | 874 268     | 95,67         |        |               |  |  |  |  |  |  |
| Votes blancs             | Votes blancs             | Votes blancs                        | 24 183       | 2,71         | 20 774      | 2,27          |        |               |  |  |  |  |  |  |
| Votes nuls               | Votes nuls               | Votes nuls                          | 16 994       | 1,90         | 18 822      | 2,06          |        |               |  |  |  |  |  |  |
| Total                    | Total                    | Total                               | 892 436      | 100          | 913 864     | 100           | 83     | en stagnation |  |  |  |  |  |  |
| Abstentions              | Abstentions              | Abstentions                         | 1 601 201    | 64,21        | 1 581 387   | 63,38         |        |               |  |  |  |  |  |  |
| Inscrits / Participation | Inscrits / Participation | Inscrits / Participation            | 2 493 637    | 35,79        | 2 495 251   | 36,62         |        |               |  |  |  |  |  |  |

## Analyse et conséquences
Cette élection confirme la "prime aux sortants" puisque Loïg Chesnais-Girard est réélu malgré un nombre de voix et de sièges en baisse. La droite confirme être toujours la deuxième force politique régionale, la liste d'EÉLV - UDB obtient un bon score mais celle de LREM essuie un cuisant échec avec des scores plus bas que prévu tout comme la liste RN.
Loïg Chesnais-Girard confirme son ancrage dans les villes de gauche, remportant largement Brest, Quimper, Lanester ou encore Saint-Brieuc. Dans la ville de Liffré, dont il a été maire, il obtient plus de trois cinquièmes des suffrages exprimés dès le premier tour. Dans la capitale administrative de Brest, en revanche, la poussée locale des écologistes, déjà manifeste aux municipales de l’année précédente, se confirme, la liste de Claire Desmares-Poirier arrivant en tête. À Lorient, fief de Jean-Yves Le Drian conquis par la droite aux dernières municipales, la liste du Président sortant remporte la majorité relative des voix aux deux tours. Vannes et Saint-Malo, territoires historiques de la droite, plébiscitent la liste conduite par Isabelle Le Callennec, tandis que les communes, pourtant conservatrices, de Fougères et Concarneau privilégient la liste socialiste. Thierry Burlot et Gilles Pennelle ne remportent, quant à eux, aucune grande ville bretonne. Le RN arrive tout de même deuxième du premier tour à Fougères et à Lanester, tandis que les centristes font de même à Vannes.
De son côté, Daniel Cueff obtient de bons scores à Saint-Malo (8,6%) et à Rennes (7,6%). De manière plus anecdotique, il arrive largement en tête dans son village de Langouet, bastion de sa lutte anti pesticides, dans lequel il obtient 46,6% des voix. Pierre-Yves Cadalen, quant à lui, franchit la barre des 10% dans sa ville de Brest.

## Suites
Afin d'éviter une trop grande proximité avec les deux tours de l'élection présidentielle et des législatives d'avril et juin 2027, le mandat des conseillers élus en 2021 est exceptionnellement prolongé à six ans et neuf mois. Les prochaines élections ont par conséquent lieu en 2028 au lieu de 2027.